# David Pizarro
David Marcelo Pizarro Cortés (Valparaíso, Chile, 11 de septiembre de 1979) es un exfutbolista chileno que se desempeñaba como mediocampista. Fue internacional con la selección chilena durante dieciséis años.
Debutó en el equipo Santiago Wanderers de Valparaíso donde fue considerado uno de los referentes del club y representante de este en el mundo, señalando, además, en variadas ocasiones que planeaba finalizar su carrera deportiva en el club porteño, hecho que no ocurriría finalmente. Su condición de referente y exponente la mantuvo hasta el fin de su polémico regreso al equipo porteño y su posterior paso a la Universidad de Chile donde su imagen sería retirada de la sede deportiva además de empezar a ser considerado un traidor por gran parte de la parcialidad caturra y su corporación.
Posee un gran paso por la AS Roma de Italia donde consiguió tres títulos y logró ser uno de los jugadores de mejor rendimiento y más queridos por la hinchada llegando a ser sub-capitán del equipo tras Francesco Totti. 
Fue parte de la selección de fútbol de Chile desde 1999 hasta que se auto-marginó en 2005, regresando ocho años después en 2013 jugando un total de cuarenta y seis partidos con dos goles convertidos. Fue el jugador con el rango de tiempo más amplio que ha defendido la selección nacional (entre 1999 y 2015, 17 años), superando a Elías Figueroa; hasta que fue superado por Claudio Bravo (entre 2004 y 2024, 20 años). Fue capitán de esta en algunas ocasiones obteniendo además una medalla de bronce en los Juegos Olímpicos de Sídney 2000, la Copa América 2015 y convirtiéndose en el primer futbolista chileno en disputar 2 semifinales de Copa América en la cancha.
Ha destacado por sus labores sociales en su ciudad natal, donde posee un mirador con su nombre en el Cerro Playa Ancha, y donaciones para desastres como el Terremoto de Chile de 2010 o el Incendio de Valparaíso de 2014. El 22 de octubre de 2021, obtuvo la licencia de la UEFA que le habilita para ejercer como entrenador o DT en Europa.

## Trayectoria

### Inicios
Nacido en el Cerro Estrella de Valparaíso comenzó a jugar en el club amateur más antiguo de Chile, el Caupolicán, perteneciente al gremio de los pescadores de aquella ciudad. Luego pasa a las divisiones inferiores de Santiago Wanderers donde con 16 años llega a debutar por el primer equipo en la victoria porteña frente a Colo-Colo en la Copa Chile 1996. Ya para 1997 lograría jugar dieciocho partidos con dos como titular destacando por su habilidad lo que lo llevaría para el año siguiente ser el volante ofensivo titular de su equipo, ese mismo año le tocaría vivir el descenso a la Primera B con el cuadro porteño que por ese entonces contaba con figuras como Claudio Borghi, Reinaldo Navia o Gabriel Mendoza entre otros.
A principios de 1999 tras su destacada actuación en el Campeonato Sudamericano Sub-20 de aquel año es comprado por el Udinese de Italia en US$ 1,8 millón de dólares por el 70% de su pase. En el club de Údine no logra ser inscrito por el cierre de pases por lo cual solo permanece entrenando hasta mediados de aquel año. En su primer año y medio logra solo jugar doce partidos por el cuadro italiano por lo cual se decide enviarlo a préstamo, apareciendo como opciones clubes de la Serie C, Santiago Wanderers y la Universidad de Chile, recalando finalmente en el club universitario que pago 120 mil dólares para que disputara la Copa Libertadores 2001 con ellos. En la "U" solo logra disputar seis partidos convirtiendo un gol por el campeonato nacional y jugar dos partidos con dos goles por el certamen internacional ya que luego se lesionaría de gravedad opacando su participación en el club laico, tras esto regresa a Italia.

### Paso por Europa
En su regreso a Udinese se convirtió rápidamente en la figura del club llevando a su escuadra a lograr grandes campañas en la liga, en la Copa Italia y clasificando a la Copa UEFA en dos ocasiones lo cual llamaría la atención de varios clubes como el Liverpool FC, Juventus, SS Lazio, Atlético de Madrid entre otros pero finalmente sería el Inter de Milán su destino quién pagaría US$ 18 millones de dólares por la totalidad del pase. En su primera temporada tendría en general un buen desempeño pero no lograría la titularidad con la presencia de Verón, aun así en esta temporada lograría ser parte del equipo que conseguiría el título de la liga aquella temporada. Tras la partida del jugador argentino a Estudiantes de la Plata parecía que la temporada 2006/2007 sería la suya pero la contratación por parte de los interistas de Patrick Vieira, de la entonces descendida Juventus, le cerró las puertas a una titularidad segura, por lo que fichó, en calidad de cedido, por el AS Roma, donde se encontró con su anterior entrenador en el Udinese, Luciano Spalletti.

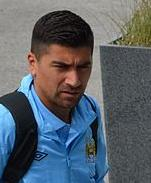
David con el buzo del Manchester City.

En la Roma durante su primera temporada se convertiría en parte fundamental del equipo que lograría el subcampeonato de la liga, la Copa Italia y la Supercopa de Italia, además de haber participado de buena forma en la UEFA Champions League, finalizado su préstamo el equipo de la capital compra la totalidad de su pase por US$ 7,7 millones de dólares. En su siguiente temporada por el cuadro de la loba consigue nuevamente la Copa Italia para luego en las siguientes temporadas seguir siendo pieza fundamental del equipo junto a otros jugadores como Francesco Totti y Daniele De Rossi siendo capitán en más de alguna ocasión. Para la temporada 2010/11 tras ser condecorado como Caballero de la Roma comenzaría su debacle tras continuas lesiones y con la llegada del técnico Luis Enrique perdería su puesto y continuidad.
Al haber perdido la continuidad en la Roma varios equipos vuelven a tentarlo nuevamente sonando fuerte equipos como el Málaga CF y la Juventus FC siendo este su más probable destino hasta cuando finalmente ficha en calidad de préstamo por el Manchester City a cambio US1.5 millones de dólares con opción de compra. En el club inglés se reencontraría con Roberto Mancini su técnico en el Inter de Milán quien lo había solicitado al cuadro inglés. En el equipo de Mánchester sería parte de un histórico campeonato, ya que su equipo se coronaria campeón tras 44 años. Tras el exitoso semestre en el equipo de "los ciudadanos", regresa al equipo de la capital italiana, dueño de su carta, el cual opta por declararlo como "jugador transferible" al no ser requerido en los planes del cuerpo técnico del club.
Luego de entrenar un tiempo en su club de origen, en agosto de 2012, la ACF Fiorentina anuncia oficialmente su fichaje en el cuadro viola por la próxima temporada. Su estadía en Florencia se extendería por tres temporadas, logrando importantes campañas tanto en la Serie A, como en la Copa Italia y la Europa League donde alcanzaría la semifinal del torneo continental en su versión 2014/15 siendo una de las grandes figuras del equipo.

### Regreso a Chile

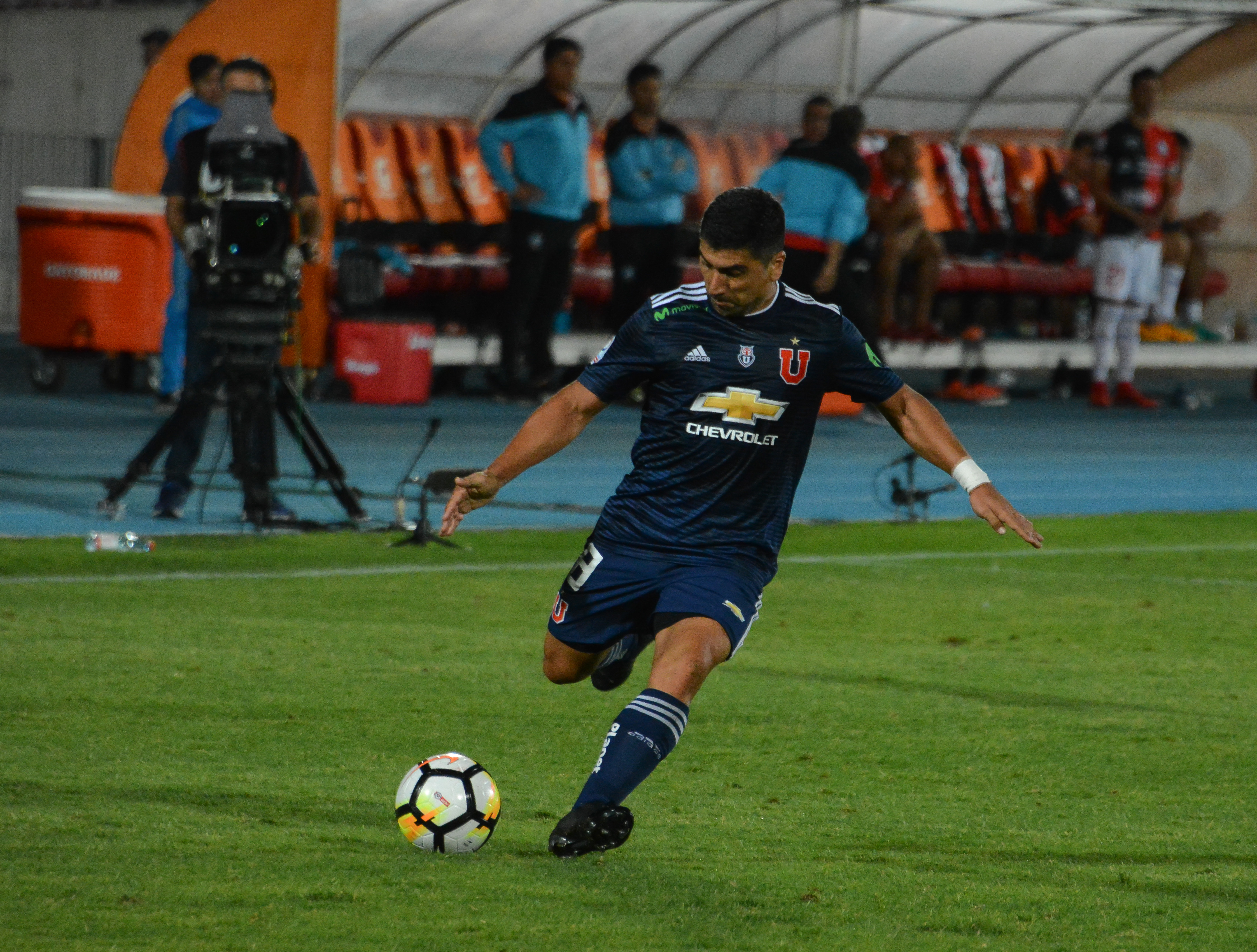
David jugando por la Universidad de Chile durante la Primera División 2018.

A mediados de 2015, tras finalizar nuevamente su contrato con ACF Fiorentina, no renovaría, por lo cual regresaría a su club formador, Santiago Wanderers, fichando por una temporada con miras a la disputa del torneo nacional, la Copa Chile 2015 y la Copa Sudamericana 2015. Esta temporada estaría marcada por las lesiones por lo cual la consideraría como la peor de su carrera como futbolista, de todas formas extendería su vínculo por un semestre más con los caturros, pactando que jugaría sin cobrar un sueldo por ese periodo. Su nueva temporada con los caturros se vería interrumpida sorpresivamente con una renuncia al club después de la primera ronda de la Copa Chile 2016 para buscar un nuevo club en Chile pero sería rechazado por Unión Española, Universidad Católica, Colo-Colo y la Universidad de Chile. Por lo que se iría a su antiguo club AS Roma a entrenar, en busca de buscar alguna oportunidad internacional para la próxima temporada.
A comienzos del año 2017 David Pizarro intentó regresar a Santiago Wanderers pero en el cuadro caturro le cerraron la puerta al fantasista, finalmente tras frustrarse su regreso a Santiago Wanderers David Pizarro sorprendería al entrenarse en calidad de invitado en la Universidad de Chile llamando la atención del técnico de aquel momento, Ángel Guillermo Hoyos, fichando así por el club azul durante todo ese año y consiguiendo el título del Clausura 2017 junto al subcampeonato de la Copa Chile 2017, donde en la final pese a convertir un gol vería como su club formador, Santiago Wanderers, levantaría el trofeo.
Pese a que originalmente solo jugaría un año con los universitarios, su buen rendimiento lo harían postergar su anunciado retiro renovando por todo 2018 convirtiéndose en un ídolo para la hinchada azul, siendo despedido a finales de año en la penúltima fecha de la Primera División homenajeado por los hinchas en el Estadio Nacional Julio Martínez Prádanos. Jugaría su último partido en la última fecha frente a Curicó Unido donde ingresaría como capitán de la Universidad de Chile.

## Selección chilena

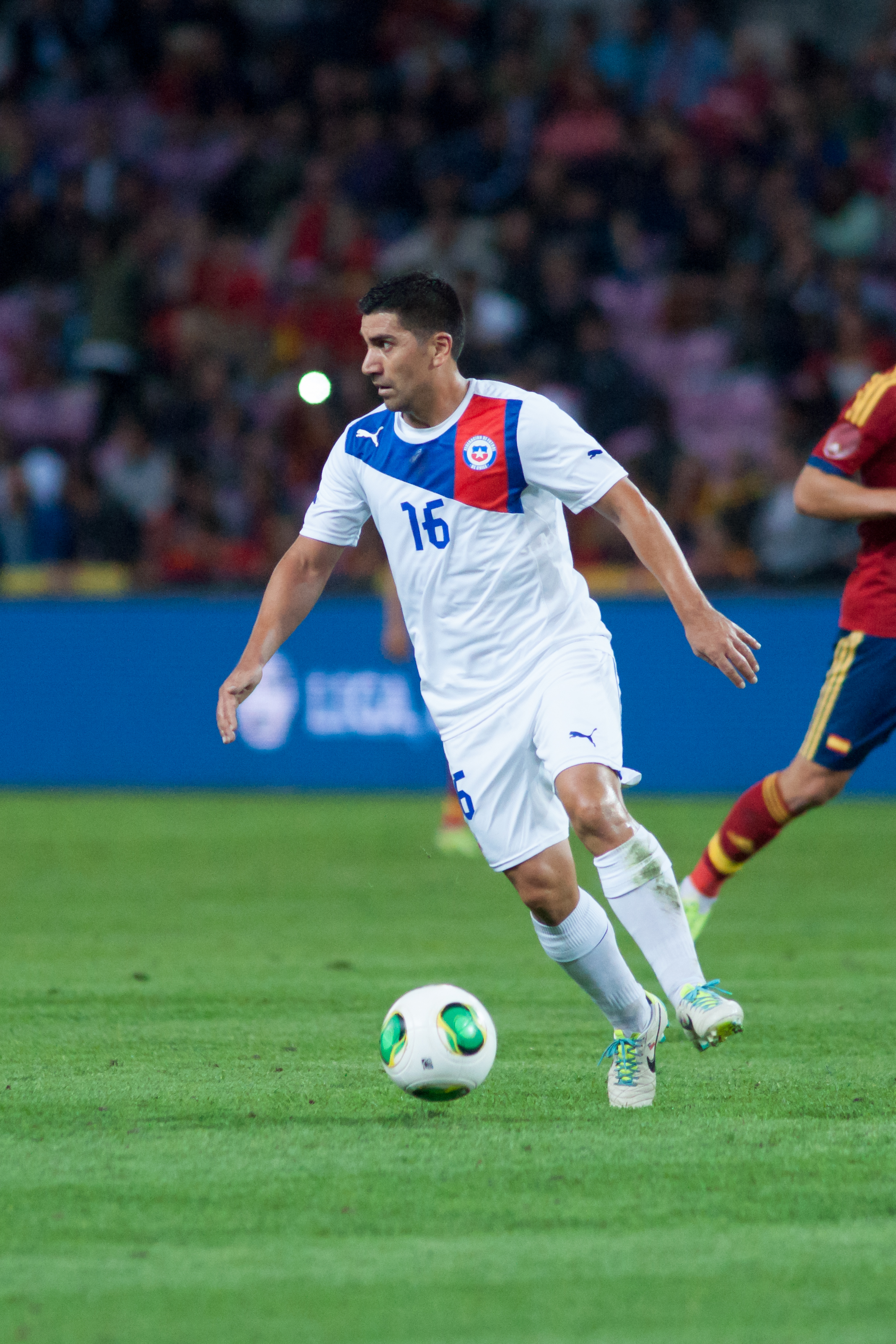
Pizarro jugando un partido por la Selección de fútbol de Chile ante su símil de España.

Su primera participación oficial con la selección de fútbol de Chile sería a nivel sub-17 jugando el Campeonato Sudamericano Sub-17 de 1995 donde estaría en calidad de suplente para luego brillar en su participación en el Campeonato Sudamericano Sub-20 de 1999 donde sería la figura de su equipo y una de las estrellas del torneo siendo agregado al Equipo Ideal del torneo pese a que su equipo no lograría la clasificación al mundial. Tras su destacada actuación a nivel juvenil sería convocado por Nelson Acosta a la selección adulta debutando frente a Guatemala en Ciudad de Guatemala donde jugaría todo el partido.
Tras su debut en la selección adulta jugaría varios amistosos destacando uno frente a Bolivia en Cochabamba donde convertiría su primer gol por la "Roja" el cual a la postre sería el gol del empate de aquel juego. Aquel mismo año, 1999, es parte de la selección que disputa la Copa América en Paraguay donde jugaría tres partidos y su equipo lograría el cuarto lugar de aquella competencia.
A principios de 2000 sería convocado esta vez a la selección sub-23 que disputaría el Torneo Preolímpico Sudamericano de aquel año donde conseguiría el segundo lugar del torneo y con ello la clasificación a los Juegos Olímpicos de Sídney 2000. Antes de disputar los Juegos Olímpicos siguió siendo tomado en cuenta para la selección adulta siendo parte en amistosos y en las Eliminatorias Sudamericanas 2002 para la Copa Mundial de Fútbol de 2002. Ya en los Juegos Olímpicos tendría una destacada actuación junto con su selección donde estaban grandes figuras de la "Roja" como Iván Zamorano, Pedro Reyes, Nelson Tapia, Reinaldo Navia, Rodrigo Tello o Pablo Contreras entre otros, en esta olimpiada lograría obtener la medalla de bronce, la primera de su país en fútbol.
Después de su participación en los Juegos Olímpicos de Sídney 2000 continuó siendo parte de la selección de fútbol de Chile disputando nuevamente los partidos de las Eliminatorias Sudamericanas 2002 donde su equipo finalizaría último y después las Eliminatorias Sudamericanas 2006 donde nuevamente no lograrían la clasificación al mundial, además durante el proceso para la Copa Mundial de Fútbol de 2006 se auto marginaría de la "Roja" debido a las indisciplinas de algunos jugadores como Mauricio Pinilla o Jorge Acuña y al poco profesionalismo que existía en ese entonces, siendo su último partido un empate a cero goles frente a Ecuador en Santiago.
En 2007 se esperaba su retorno a la selección con la llegada de la disciplina del nuevo técnico, el argentino Marcelo Bielsa; sin embargo ni siquiera la Presidenta de la República, Michelle Bachelet, pudo hacerlo cambiar de opinión. Luego en octubre de 2009, a través del Sifup, habría mostrado su intención de volver a portar la camiseta de la selección para futuras convocatorias, con el fin de jugar el futuro Mundial en el caso de que Chile accediese, pero esto fue descartado por el mismo horas después. La última ocasión en que se pensó un posible regreso fue al asumir Claudio Borghi en la banca quien fuera su compañero en Santiago Wanderers pero nuevamente rechazaría la opción de volver a jugar por Chile.
Finalmente en mayo de 2013 vuelve a ser convocado para los partidos frente a Paraguay y Bolivia tras mantener reuniones con el técnico Jorge Sampaoli, dando fin a su automarginación. Su regreso se dio el 11 de junio de aquel año frente a Bolivia en un partido válido por las Eliminatorias de Brasil 2014, encontrándose nuevamente con Mauricio Pinilla, uno de los supuestos responsables de su automarginación de la Roja en 2005.
Pese a su regreso a la "Roja", no fue parte de la nómina de jugadores que participaron de la Copa Mundial de Fútbol de 2014, regresando nuevamente en la preparación de la Copa América 2015, la cual disputaría, participando en cuatro encuentros, siendo parte del primer campeonato obtenido por la selección en su historia, esto lo tomaría como su logro culmine con el combinado nacional retirándose de la selección.

### Participaciones en Sudamericanos
| Torneo                      | Sede      | Resultado    |
| --------------------------- | --------- | ------------ |
| Sudamericano Sub-17 de 1995 | Perú      | Cuarto Lugar |
| Sudamericano Sub-20 de 1999 | Argentina | Sexto Lugar  |

### Participaciones en Juegos Olímpicos
| Torneo                          | Sede      | Resultado         |
| ------------------------------- | --------- | ----------------- |
| Juegos Olímpicos de Sídney 2000 | Australia | Medalla de Bronce |

### Participaciones en Copa América
| Copa              | Sede     | Resultado    | Partidos | Goles |
| ----------------- | -------- | ------------ | -------- | ----- |
| Copa América 1999 | Paraguay | Cuarto lugar | 3        | 0     |
| Copa América 2015 | Chile    | Campeón      | 4        | 0     |

#### Participaciones en Clasificatorias a Copas del Mundo
| Eliminatorias                  | País                | Resultado   | Posición | Partidos | Goles | Asist. |
| ------------------------------ | ------------------- | ----------- | -------- | -------- | ----- | ------ |
| Eliminatorias Corea-Japón 2002 | Corea del Sur Japón | Eliminado   | 10.º     | 9        | 0     | 2      |
| Eliminatorias Alemania 2006    | Alemania            | Eliminado   | 7.º      | 13       | 0     | 4      |
| Eliminatorias Brasil 2014      | Brasil              | Clasificado | 3.º      | 2        | 0     | 0      |

### Partidos internacionales
Actualizado hasta el 29 de junio de 2015.
| 1     | 17 de febrero de 1999    | Estadio Mateo Flores, Ciudad de Guatemala, Guatemala              | Guatemala      | 1-1            | Chile       |         | Amistoso                           |
| 2     | 21 de febrero de 1999    | Lockhart Stadium, Fort Lauderdale, Estados Unidos                 | Estados Unidos | 2-1            | Chile       |         | Amistoso                           |
| 3     | 28 de abril de 1999      | Estadio Félix Capriles, Cochabamba, Bolivia                       | Bolivia        | 1-1            | Chile       | Anotado | Amistoso                           |
| 4     | 29 de mayo de 1999       | Estadio Ester Roa Rebolledo, Concepción, Chile                    | Chile          | 3-0            | Costa Rica  |         | Amistoso                           |
| 5     | 20 de junio de 1999      | Estadio Nacional Julio Martínez Prádanos, Santiago, Chile         | Chile          | 1-0            | Bolivia     |         | Amistoso                           |
| 6     | 6 de julio de 1999       | Estadio Antonio Aranda, Ciudad del Este, Paraguay                 | Brasil         | 1-0            | Chile       |         | Copa América 1999                  |
| 7     | 11 de julio de 1999      | Estadio Feliciano Cáceres, Luque, Paraguay                        | Colombia       | 2-3            | Chile       |         | Copa América 1999                  |
| 8     | 13 de julio de 1999      | Estadio Defensores del Chaco, Asunción (Paraguay), Paraguay       | Uruguay        | 1-1 (5-3 pen.) | Chile       |         | Copa América 1999                  |
| 9     | 11 de julio de 1999      | Estadio Feliciano Cáceres, Luque, Paraguay                        | Colombia       | 2-3            | Chile       |         | Copa América 1999                  |
| 10    | 12 de febrero de 2000    | Estadio Elías Figueroa Brander, Valparaíso, Chile                 | Chile          | 3-2            | Bulgaria    |         | Amistoso                           |
| 11    | 15 de febrero de 2000    | Estadio Elías Figueroa Brander, Valparaíso, Chile                 | Chile          | 0-2            | Eslovaquia  |         | Amistoso                           |
| 12    | 22 de marzo de 2000      | Estadio Nacional Julio Martínez Prádanos, Santiago, Chile         | Chile          | 5-2            | Honduras    | Anotado | Amistoso                           |
| 13    | 29 de marzo de 2000      | Estadio Antonio Vespucio Liberti, Buenos Aires, Argentina         | Argentina      | 4-1            | Chile       |         | Clasificatorias a Corea-Japón 2002 |
| 14    | 26 de abril de 2000      | Estadio Nacional Julio Martínez Prádanos, Santiago (Chile), Chile | Chile          | 1-1            | Perú        |         | Clasificatorias a Corea-Japón 2002 |
| 15    | 29 de junio de 2000      | Estadio Nacional Julio Martínez Prádanos, Santiago (Chile), Chile | Chile          | 3-1            | Paraguay    |         | Clasificatorias a Corea-Japón 2002 |
| 16    | 19 de julio de 2000      | Estadio Hernando Siles, La Paz, Bolivia                           | Bolivia        | 1-0            | Chile       |         | Clasificatorias a Corea-Japón 2002 |
| 17    | 25 de julio de 2000      | Estadio de Pueblo Nuevo, San Cristóbal, Venezuela                 | Venezuela      | 0-2            | Chile       |         | Clasificatorias a Corea-Japón 2002 |
| 18    | 15 de agosto de 2000     | Estadio Nacional Julio Martínez Pradanos, Santiago, Chile         | Chile          | 3-0            | Brasil      |         | Clasificatorias a Corea-Japón 2002 |
| 19    | 8 de octubre de 2000     | Estadio Olímpico Atahualpa, Quito, Ecuador                        | Ecuador        | 1-0            | Chile       |         | Clasificatorias a Corea-Japón 2002 |
| 20    | 15 de noviembre de 2000  | Estadio Nacional Julio Martínez Pradanos, Santiago, Chile         | Chile          | 0-2            | Argentina   |         | Clasificatorias a Corea-Japón 2002 |
| 21    | 7 de octubre de 2001     | Estádio Couto Pereira, Curitiba, Brasil                           | Brasil         | 2-0            | Chile       |         | Clasificatorias a Corea-Japón 2002 |
| 22    | 30 de marzo de 2003      | Estadio Nacional Julio Martínez Pradanos, Santiago, Chile         | Chile          | 2-0            | Perú        |         | Copa del Pacífico 2003             |
| 23    | 9 de septiembre de 2003  | Estadio Nacional Julio Martínez Pradanos, Santiago, Chile         | Chile          | 2-1            | Perú        |         | Clasificatorias a Alemania 2006    |
| 24    | 18 de noviembre de 2003  | Estadio Nacional Julio Martínez Pradanos, Santiago, Chile         | Chile          | 0-1            | Paraguay    |         | Clasificatorias a Alemania 2006    |
| 25    | 1 de junio de 2004       | Estadio de Pueblo Nuevo, San Cristóbal, Chile                     | Venezuela      | 0-2            | Chile       |         | Clasificatorias a Alemania 2006    |
| 26    | 6 de junio de 2004       | Estadio Nacional Julio Martínez Prádanos, Santiago, Chile         | Chile          | 1-1            | Brasil      |         | Clasificatorias a Alemania 2006    |
| 27    | 5 de septiembre de 2004  | Estadio Nacional Julio Martínez Prádanos, Santiago, Chile         | Chile          | 0-0            | Colombia    |         | Clasificatorias a Alemania 2006    |
| 28    | 17 de noviembre de 2004  | Estadio Nacional de Lima, Lima, Perú                              | Perú           | 2-1            | Chile       |         | Clasificatorias a Alemania 2006    |
| 29    | 9 de febrero de 2005     | Estadio Sausalito, Viña del Mar, Chile                            | Chile          | 3-0            | Ecuador     |         | Amistoso                           |
| 30    | 26 de marzo de 2005      | Estadio Nacional Julio Martínez Pradanos, Santiago, Chile         | Chile          | 1-1            | Uruguay     |         | Clasificatorias a Alemania 2006    |
| 31    | 30 de marzo de 2005      | Estadio Defensores del Chaco, Asunción, Paraguay                  | Paraguay       | 2-1            | Chile       |         | Clasificatorias a Alemania 2006    |
| 32    | 4 de junio de 2005       | Estadio Nacional Julio Martínez Pradanos, Santiago, Chile         | Chile          | 3-1            | Bolivia     |         | Clasificatorias a Alemania 2006    |
| 33    | 8 de junio de 2005       | Estadio Nacional Julio Martínez Pradanos, Santiago, Chile         | Chile          | 2-1            | Venezuela   |         | Clasificatorias a Alemania 2006    |
| 34    | 4 de septiembre de 2005  | Estadio Mané Garrincha, Brasilia, Brasil                          | Brasil         | 5-0            | Chile       |         | Clasificatorias a Alemania 2006    |
| 35    | 8 de octubre de 2005     | Estadio Metropolitano Roberto Meléndez, Barranquilla, Colombia    | Colombia       | 1-1            | Chile       |         | Clasificatorias a Alemania 2006    |
| 36    | 12 de octubre de 2005    | Estadio Nacional Julio Martínez Pradanos, Santiago, Chile         | Chile          | 0-0            | Ecuador     |         | Clasificatorias a Alemania 2006    |
| 37    | 11 de junio de 2013      | Estadio Nacional Julio Martínez Pradanos, Santiago, Chile         | Chile          | 3-1            | Bolivia     |         | Clasificatorias a Brasil 2014      |
| 38    | 14 de agosto de 2013     | Brøndby Stadion, Brøndby, Dinamarca                               | Chile          | 6-0            | Irak        |         | Amistoso                           |
| 39    | 6 de septiembre de 2013  | Estadio Nacional Julio Martínez Pradanos, Santiago, Chile         | Chile          | 3-0            | Venezuela   |         | Clasificatorias a Brasil 2014      |
| 40    | 10 de septiembre de 2013 | Stade de Genève, Ginebra, Suiza                                   | España         | 2-2            | Chile       |         | Amistoso                           |
| 41    | 26 de marzo de 2015      | NV Arena, Sankt Pölten, Austria                                   | Irán           | 2-0            | Chile       |         | Amistoso                           |
| 42    | 5 de junio de 2015       | Estadio El Teniente, Rancagua, Chile                              | Chile          | 1-0            | El Salvador |         | Amistoso                           |
| 43    | 11 de junio de 2015      | Estadio Nacional Julio Martínez Prádanos, Santiago, Chile         | Chile          | 2-0            | Ecuador     |         | Copa América 2015                  |
| 44    | 19 de junio de 2015      | Estadio Nacional Julio Martínez Prádanos, Santiago, Chile         | Chile          | 5-0            | Bolivia     |         | Copa América 2015                  |
| 45    | 24 de junio de 2015      | Estadio Nacional Julio Martínez Prádanos, Santiago, Chile         | Chile          | 1-0            | Uruguay     |         | Copa América 2015                  |
| 46    | 29 de junio de 2015      | Estadio Nacional Julio Martínez Prádanos, Santiago, Chile         | Chile          | 2-1            | Perú        |         | Copa América 2015                  |
| Total |                          |                                                                   | Presencias     | 46             | Goles       | 2       |                                    |

| Selección chilena | Selección chilena | Selección chilena |
| Año               | Partidos          | Goles             |
| ----------------- | ----------------- | ----------------- |
| 1999              | 9                 | 1                 |
| 2000              | 11                | 2                 |
| 2001              | 1                 | 0                 |
| 2002              | -                 | -                 |
| 2003              | 3                 | 0                 |
| 2004              | 4                 | 0                 |
| 2005              | 8                 | 0                 |
| 2013              | 4                 | 0                 |
| 2015              | 6                 | 0                 |
| Total             | 46                | 2                 |

#### Goles con la selección nacional
Actualizado hasta el 22 de marzo de 2000.
| Goles por la selección de fútbol de Chile | Goles por la selección de fútbol de Chile | Goles por la selección de fútbol de Chile   | Goles por la selección de fútbol de Chile | Goles por la selección de fútbol de Chile | Goles por la selección de fútbol de Chile | Goles por la selección de fútbol de Chile | Goles por la selección de fútbol de Chile |
| N.°                                       | Fecha                                     | Estadio                                     | Rival                                     | Gol                                       | Resultado                                 | Competencia                               |                                           |
| ----------------------------------------- | ----------------------------------------- | ------------------------------------------- | ----------------------------------------- | ----------------------------------------- | ----------------------------------------- | ----------------------------------------- | ----------------------------------------- |
| 1                                         | 28 de abril de 1999                       | Estadio Félix Capriles, Cochabamba, Bolivia | Bolivia                                   | 1 – 1                                     | 1 – 1                                     | Amistoso                                  |                                           |
| 2                                         | 22 de marzo de 2000                       | Estadio Nacional, Santiago, Chile           | Honduras                                  | 4 – 2                                     | 5 – 2                                     | Amistoso                                  |                                           |

## Estadísticas

### Clubes
| Santiago Wanderers · Chile |               |               |     |    |    |    |    |    |    |    |     |     |    |      |      |
| 1.ª | 1996          | 11            | 0   | 1  | —  | —  | —  | —  | —  | —  | 11  | 0   | 1  | 0,00 |      |
| 1.ª | 1997          | 18            | 0   | 3  | —  | —  | —  | —  | —  | —  | 18  | 0   | 3  | 0,50 |      |
| 1.ª | 1998          | 18            | 0   | 2  | 5  | 3  | 1  | —  | —  | —  | 23  | 3   | 3  | 0,13 |      |
| 1.ª | 2015-16       | 9             | 0   | 0  | —  | —  | —  | —  | —  | —  | 9   | 0   | 0  | 0,00 |      |
| 1.ª | 2016-A        | —             | —   | —  | 2  | 0  | 0  | —  | —  | —  | 2   | 2   | 0  | 1,00 |      |
| Total club | Total club    | 56            | 0   | 6  | 7  | 3  | 1  | 0  | 0  | 0  | 63  | 5   | 7  | 0,05 |      |
| Udinese Calcio · Italia |               |               |     |    |    |    |    |    |    |    |     |     |    |      |      |
| 1.ª | 1999-2000     | 5             | 0   | 0  | 2  | 0  | 0  | —  | —  | —  | 7   | 0   | 0  | 0,00 |      |
| 1.ª | 2000-01       | 4             | 0   | 0  | 1  | 0  | 0  | —  | —  | —  | 5   | 0   | 0  | 0,00 |      |
| 1.ª | 2001-02       | 31            | 2   | 7  | 4  | 1  | 1  | —  | —  | —  | 35  | 3   | 8  | 0,09 |      |
| 1.ª | 2002-03       | 33            | 7   | 7  | 1  | 1  | 0  | —  | —  | —  | 30  | 8   | 7  | 0,50 |      |
| 1.ª | 2003-04       | 19            | 3   | 5  | 1  | 0  | 0  | 2  | 0  | 0  | 22  | 3   | 5  | 0,14 |      |
| 1.ª | 2004-05       | 34            | 2   | 0  | 4  | 0  | 1  | 2  | 0  | 0  | 40  | 2   | 1  | 0,05 |      |
| Total club | Total club    | 126           | 14  | 29 | 13 | 2  | 2  | 4  | 0  | 0  | 143 | 16  | 31 | 0,11 |      |
| Universidad de Chile · Chile |               |               |     |    |    |    |    |    |    |    |     |     |    |      |      |
| 1.ª | 2001          | 69            | 19  | 10 | —  | —  | —  | 20 | 20 | 10 | 8   | 3   | 1  | 0,38 |      |
| 1.ª | 2017-C        | 14            | 0   | 2  | —  | —  | —  | 2  | 0  | 0  | 15  | 0   | 2  | 0,66 |      |
| 1.ª | 2017-T        | 14            | 3   | 0  | 9  | 1  | 0  | —  | —  | —  | 23  | 4   | 0  | 0,17 |      |
| 1.ª | 2018          | 24            | 2   | 6  | 7  | 0  | 0  | 5  | 1  | 0  | 33  | 3   | 6  | 1,66 |      |
| Total club | Total club    | 58            | 6   | 9  | 16 | 1  | 0  | 9  | 3  | 0  | 83  | 9   | 6  | 0,12 |      |
| Inter de Milán · Italia |               |               |     |    |    |    |    |    |    |    |     |     |    |      |      |
| 1.ª | 2005-06       | 24            | 1   | 2  | 8  | 1  | 1  | 8  | 1  | 1  | 40  | 3   | 4  | 0,08 |      |
| Total club | Total club    | 24            | 1   | 2  | 8  | 1  | 1  | 8  | 1  | 1  | 40  | 3   | 4  | 0,08 |      |
| AS Roma · Italia |               |               |     |    |    |    |    |    |    |    |     |     |    |      |      |
| 1.ª | 2006-07       | 32            | 1   | 6  | 7  | 3  | 3  | 7  | 1  | 1  | 46  | 5   | 10 | 0,11 |      |
| 1.ª | 2007-08       | 31            | 3   | 12 | 5  | 0  | 1  | 10 | 1  | 2  | 46  | 4   | 15 | 0,09 |      |
| 1.ª | 2008-09       | 25            | 2   | 7  | 2  | 0  | 1  | 5  | 0  | 0  | 32  | 2   | 8  | 0,06 |      |
| 1.ª | 2009-10       | 31            | 2   | 8  | 4  | 0  | 1  | 11 | 1  | 7  | 46  | 3   | 12 | 0,07 |      |
| 1.ª | 2010-11       | 22            | 1   | 4  | 3  | 0  | 0  | 5  | 0  | 1  | 30  | 1   | 5  | 0,03 |      |
| 1.ª | 2011-12       | 7             | 0   | 0  | —  | —  | —  | —  | —  | —  | 7   | 0   | 0  | 0,00 |      |
| Total club | Total club    | 148           | 9   | 37 | 21 | 3  | 6  | 38 | 3  | 11 | 207 | 15  | 54 | 0,07 |      |
| Manchester City FC Inglaterra |               |               |     |    |    |    |    |    |    |    |     |     |    |      |      |
| 1.ª | 2011-12       | 5             | 0   | 1  | —  | —  | —  | 2  | 1  | 1  | 18  | 9   | 15 | 0,50 |      |
| Total club | Total club    | 5             | 0   | 1  | 0  | 0  | 0  | 2  | 1  | 1  | 18  | 9   | 5  | 0,50 |      |
| ACF Fiorentina · Italia |               |               |     |    |    |    |    |    |    |    |     |     |    |      |      |
| 1.ª | 2012-13       | 29            | 3   | 2  | 2  | 0  | 0  | —  | —  | —  | 31  | 3   | 5  | 0,10 |      |
| 1.ª | 2013-14       | 28            | 1   | 5  | 5  | 0  | 0  | 9  | 0  | 0  | 42  | 1   | 5  | 0,02 |      |
| 1.ª | 2014-15       | 26            | 0   | 3  | 1  | 0  | 0  | 10 | 0  | 1  | 30  | 0   | 4  | 0,00 |      |
| Total club | Total club    | 83            | 4   | 10 | 8  | 0  | 0  | 19 | 0  | 1  | 103 | 4   | 11 | 0,04 |      |
| Total carrera | Total carrera | Total carrera | 500 | 34 | 94 | 73 | 10 | 10 | 80 | 8  | 14  | 653 | 52 | 118  | 0,78 |
| (1) Incluye datos de la Supercopa de Italia (2005-10); Copa Italia (1999-15); Liguilla Pre-Sudamericana (2016); Copa Chile (1998-18). (2) Incluye datos de la Liga de Campeones de la UEFA (2005-11); Copa de la UEFA/Liga Europa de la UEFA (2003-15); Copa Libertadores / Copa Sudamericana (2001-18). (3) No incluye goles en partidos amistosos. |               |               |     |    |    |    |    |    |    |    |     |     |    |      |      |

### Selecciones
| Selección | Temporada     | Amistosos | Amistosos | Amistosos | Sudamérica(1) | Sudamérica(1) | Sudamérica(1) | Mundial(2) | Mundial(2) | Mundial(2) | Total | Total | Total  | Media goleadora |
| Selección | Temporada     | Part.     | Goles     | Asist.    | Part.         | Goles         | Asist.        | Part.      | Goles      | Asist.     | Part. | Goles | Asist. | Media goleadora |
| --- | ------------- | --------- | --------- | --------- | ------------- | ------------- | ------------- | ---------- | ---------- | ---------- | ----- | ----- | ------ | --------------- |
| Sub-17 · Chile | 1995          | —         | —         | —         | 4             | 0             | 0             | —          | —          | —          | 4     | 0     | 0      | 0,00            |
| Sub-17 · Chile | Total         | 0         | 0         | 0         | 4             | 0             | 0             | 0          | 0          | 0          | 4     | 0     | 0      | 0,00            |
| Sub-20 · Chile | 1999          | —         | —         | —         | 9             | 3             | 4             | —          | —          | —          | 9     | 3     | 4      | 0,33            |
| Sub-20 · Chile | Total         | 0         | 0         | 0         | 9             | 3             | 4             | 0          | 0          | 0          | 9     | 3     | 4      | 0,33            |
| Olímpica · Chile | 2000          | —         | —         | —         | 7             | 2             | 2             | 6          | 0          | 2          | 13    | 2     | 4      | 0,15            |
| Olímpica · Chile | Total         | 0         | 0         | 0         | 7             | 2             | 2             | 6          | 0          | 2          | 13    | 2     | 4      | 0,15            |
| Adulta · Chile | 1999          | 6         | 1         | 1         | 3             | 0             | 0             | —          | —          | —          | 9     | 1     | 1      | 0,11            |
| Adulta · Chile | 2000          | 3         | 1         | 2         | 8             | 0             | 2             | —          | —          | —          | 11    | 1     | 4      | 0,09            |
| Adulta · Chile | 2001          | —         | —         | —         | 1             | 0             | 0             | —          | —          | —          | 1     | 0     | 0      | 0,00            |
| Adulta · Chile | 2002          | —         | —         | —         | —             | —             | —             | —          | —          | —          | 0     | 0     | 0      | 0,00            |
| Adulta · Chile | 2003          | 1         | 0         | 0         | 2             | 0             | 1             | —          | —          | —          | 3     | 0     | 1      | 0,00            |
| Adulta · Chile | 2004          | —         | —         | —         | 4             | 0             | 0             | —          | —          | —          | 4     | 0     | 0      | 0,00            |
| Adulta · Chile | 2005          | 1         | 0         | 2         | 7             | 0             | 3             | —          | —          | —          | 8     | 0     | 5      | 0,00            |
| Adulta · Chile | 2006          | —         | —         | —         | —             | —             | —             | —          | —          | —          | 0     | 0     | 0      | 0,00            |
| Adulta · Chile | 2007          | —         | —         | —         | —             | —             | —             | —          | —          | —          | 0     | 0     | 0      | 0,00            |
| Adulta · Chile | 2008          | —         | —         | —         | —             | —             | —             | —          | —          | —          | 0     | 0     | 0      | 0,00            |
| Adulta · Chile | 2009          | —         | —         | —         | —             | —             | —             | —          | —          | —          | 0     | 0     | 0      | 0,00            |
| Adulta · Chile | 2010          | —         | —         | —         | —             | —             | —             | —          | —          | —          | 0     | 0     | 0      | 0,00            |
| Adulta · Chile | 2011          | —         | —         | —         | —             | —             | —             | —          | —          | —          | 0     | 0     | 0      | 0,00            |
| Adulta · Chile | 2012          | —         | —         | —         | —             | —             | —             | —          | —          | —          | 0     | 0     | 0      | 0,00            |
| Adulta · Chile | 2013          | 2         | 0         | 0         | 2             | 0             | 0             | —          | —          | —          | 4     | 0     | 0      | 0,00            |
| Adulta · Chile | 2014          | —         | —         | —         | —             | —             | —             | —          | —          | —          | 0     | 0     | 0      | 0,00            |
| Adulta · Chile | 2015          | 2         | 0         | 0         | 4             | 0             | 0             | —          | —          | —          | 6     | 0     | 0      | 0,00            |
| Adulta · Chile | Total         | 15        | 2         | 5         | 31            | 0             | 6             | 0          | 0          | 0          | 46    | 2     | 11     | 0,04            |
| Total carrera | Total carrera | 15        | 2         | 5         | 51            | 5             | 12            | 6          | 0          | 2          | 72    | 7     | 19     | 0,10            |
| (1) Incluye los partidos del Sudamericano Sub-17 (1995); Sudamericano Sub-20 (1999); Preolímpico Sub-23 (2000); Copa América / Clasificatorias Sudamericanas (1999-15). (2) Incluye los partidos de la Juegos Olímpicos (2000). |               |           |           |           |               |               |               |            |            |            |       |       |        |                 |

### Resumen estadístico
| Competición           | Partidos | Goles | Promedio | Asistencias | Promedio | Goles y asistencias | Promedio |
| --------------------- | -------- | ----- | -------- | ----------- | -------- | ------------------- | -------- |
| Primera División      | 500      | 34    | 0,07     | 94          | 0,19     | 128                 | 0,26     |
| Copas nacionales      | 73       | 10    | 0,14     | 10          | 0,14     | 20                  | 0,27     |
| Copas internacionales | 80       | 8     | 0,10     | 14          | 0,18     | 22                  | 0,28     |
| Selección absoluta    | 46       | 2     | 0,04     | 11          | 0,24     | 13                  | 0,28     |
| Selección olímpica    | 13       | 2     | 0,15     | 4           | 0,31     | 6                   | 0,46     |
| Selección sub-20      | 9        | 3     | 0,33     | 4           | 0,44     | 7                   | 0,78     |
| Selección sub-17      | 4        | 0     | 0,00     | 0           | 0,00     | 0                   | 0,00     |
| Total                 | 725      | 59    | 0,08     | 137         | 0,19     | 196                 | 0,27     |

## Palmarés

### Campeonatos nacionales
| Título              | Club                  | País       | Año     |
| ------------------- | --------------------- | ---------- | ------- |
| Supercopa de Italia | Inter de Milán        | Italia     | 2005    |
| Serie A             | Inter de Milán        | Italia     | 2005-06 |
| Copa de Italia      | Inter de Milán        | Italia     | 2005-06 |
| Copa de Italia      | A. S. Roma            | Italia     | 2006-07 |
| Copa de Italia      | A. S. Roma            | Italia     | 2007-08 |
| Premier League      | Manchester City F. C. | Inglaterra | 2011-12 |
| Primera División    | Universidad de Chile  | Chile      | 2017-C  |

### Copas internacionales
| Título           | Club (*)                  | Sede   | Año  |
| ---------------- | ------------------------- | ------ | ---- |
| Juegos Olímpicos | Selección de Chile sub-23 | Sídney | 2000 |
| Copa América     | Selección de Chile        | Chile  | 2015 |
| Copa Intertoto   | Udinese                   | Italia | 2000 |

### Distinciones individuales
| Distinción                                          | Año       |
| --------------------------------------------------- | --------- |
| Equipo Ideal Campeonato Sudamericano                | 1999      |
| Equipo Ideal de Italia                              | 2009/2010 |
| Caballero de la Roma                                | 2009/2010 |
| Equipo Bicentenario de Santiago Wanderers           | 2010      |
| Mejor Jugador Chileno en el Extranjero por el SIFUP | 2013      |
| Jugador Emblema de Santiago Wanderers               | 2013      |
| Equipo Ideal de Italia                              | 2012/13   |
| Ciudadano Patrimonial de Valparaíso                 | 2015      |
| Premio Revista El Gráfico Chile a la Trayectoria    | 2015      |